# Domonic Bedggood
Domonic Paul William Bedggood (Gold Coast, 18 de septiembre de 1994) es un deportista australiano que compite en saltos de trampolín y plataforma.
Ganó tres medallas en el Campeonato Mundial de Natación entre los años 2015 y 2024. Participó en los Juegos Olímpicos de Río de Janeiro 2016, ocupando el decimosegundo lugar en la prueba de plataforma 10 m.

## Palmarés internacional
| Campeonato Mundial | Campeonato Mundial | Campeonato Mundial | Campeonato Mundial           |
| Año                | Lugar              | Medalla            | Prueba                       |
| ------------------ | ------------------ | ------------------ | ---------------------------- |
| 2015               | Kazán (Rusia)      | Medalla de bronce  | Plataforma 10 m sincro mixto |
| 2023               | Fukuoka (Japón)    | Medalla de plata   | Trampolín 3 m sincro mixto   |
| 2024               | Doha (Catar)       | Medalla de oro     | Trampolín 3 m sincro mixto   |